# Copa espanyola de voleibol masculina
La Copa espanyola de voleibol masculina, denominada des de l'any 1976 com Copa del Rei de Voleibol, denominada anteriorment com Campionat d'Espanya de Voleibol entre 1951 i 1975, és una competició esportiva de clubs espanyols de voleibol, creada l'any 1951. De caràcter anual, està organitzada per la Reial Federació Espanyola de Voleibol. Des de l'any 2013, hi participen els sis millors equips classificats de la primera volta de la Superlliga masculina de voleibol, disputant una fase final en una seu neutral en format d'eliminació directa que decideix el campió.
Històricament la competició ha estat dominada pels clubs catalans i madrilenys, destacant el Reial Madrid, amb dotze títols (1954, 1956, 1960, 1969, 1973, 1976, 1977, 1978, 1979, 1980, 1981, 1983), l'Atlètic de Madrid (1970, 1971, 1972, 1974, 1975) i el Club Esportiu Hispano Francès (1953, 1964, 1966, 1967, 1968), amb cinc, i l'ACE Bombers (1951, 1955, 1957, 1958), amb quatre. A partir de la dècada del 1980 i la progressiva professionalització de l'esport, s'incorporaren al palmarès equips d'altres comunitats autònomes com el Club Voleibol Son Amar (1982, 1984, 1986, 1987, 1988, 1990), el Club Voleibol Calvo Sotelo (1989, 1991, 1992, 1993, 1996, 1997) i Club Voleibol Teruel (2011, 2012, 2013, 2015, 2018, 2020) amb sis títols cadascun. Des de la dècada del 1990, destaca el domini del Club Voleibol Almería amb onze títols (1995, 1998, 1999, 2000, 2002, 2007, 2009, 2010, 2014, 2016, 2019).

## Historial
| En negreta = Equip guanyador (1) = Nombre de títols Nota: Noms dels equips segons l'època |

| Edició                   | Temp.                 | Data                  | Campió                    | Resultat              | Subcampió                   | Seu                                        | refs                  |
| Copa del Generalíssim    | Copa del Generalíssim | Copa del Generalíssim | Copa del Generalíssim     | Copa del Generalíssim | Copa del Generalíssim       | Copa del Generalíssim                      | Copa del Generalíssim |
| ------------------------ | --------------------- | --------------------- | ------------------------- | --------------------- | --------------------------- | ------------------------------------------ | --------------------- |
| I                        | 1950-51               |                       | ACE Bombers (1)           |                       | Canoe NC                    | Madrid                                     | [ 2 ]                 |
| II                       | 1951-52               |                       | Club Piratas (1)          |                       | ACE Bombers                 | Barcelona                                  |                       |
| III                      | 1952-53               |                       | CE Hispano Francès (1)    |                       | Club Piratas                | Madrid                                     | [ 1 ]                 |
| IV                       | 1953-54               | 30-06-1954            | Reial Madrid CF (1)       | 3-0                   | ACE Bombers                 | Madrid                                     | [ 3 ]                 |
| V                        | 1954-55               |                       | ACE Bombers (2)           |                       | Reial Madrid CF             | Barcelona                                  | [ 2 ]                 |
| VI                       | 1955-56               |                       | Reial Madrid CF (2)       |                       | ACE Bombers                 | Madrid                                     |                       |
| VII                      | 1956-57               |                       | ACE Bombers (3)           |                       | Reial Madrid CF             | Barcelona                                  | [ 2 ]                 |
| VIII                     | 1957-58               |                       | ACE Bombers (4)           |                       | Reial Madrid CF             | Madrid                                     | [ 2 ]                 |
| IX                       | 1958-59               |                       | CD Hernán (1)             |                       | CE Hispano Francès          | Barcelona                                  | [ 1 ]                 |
| X                        | 1959-60               |                       | Reial Madrid CF (3)       |                       | CD Hernán                   | Madrid                                     |                       |
| XI                       | 1960-61               |                       | CA Universitario (1)      |                       | Reial Madrid CF             | Gijón                                      |                       |
| XII                      | 1961-62               |                       | CA Universitario (2)      |                       | Reial Madrid CF             | Lleida                                     |                       |
| XIII                     | 1962-63               |                       | Picadero JC (1)           |                       | Reial Madrid CF             | Bilbao                                     | [ 4 ]                 |
| XIV                      | 1963-64               | 03-05-1964            | CE Hispano Francès (2)    | 3-1                   | Picadero JC                 | Saragossa                                  | [ 1 ] [ 5 ]           |
| XV                       | 1964-65               | 02-05-1965            | Picadero-Damm JC (2)      | 3-2                   | CE Hispano Francès          | Alacant                                    | [ 6 ]                 |
| XVI                      | 1965-66               |                       | CE Hispano Francès (3)    |                       | Picadero JC                 | Còrdova                                    | [ 1 ]                 |
| XVII                     | 1966-67               | 01-05-1967            | CE Hispano Francès (4)    | 3-0                   | Atlético de Madrid          | Feria de Muestras, Valladolid              | [ 7 ]                 |
| XVIII                    | 1967-68               |                       | CE Hispano Francès (5)    | 3-1                   | CE Hispano Júnior           | Barcelona                                  | [ 1 ]                 |
| XIX                      | 1968-69               |                       | Reial Madrid CF (4)       | 3-1                   | AD Esmena                   | Gijón                                      |                       |
| XX                       | 1969-70               |                       | Atlético de Madrid (1)    | 3-2                   | CE Hispano Francès          | Madrid                                     |                       |
| XXI                      | 1970-71               |                       | Atlético de Madrid (2)    | 3-2                   | Reial Madrid CF             | Madrid                                     |                       |
| XXII                     | 1971-72               | 27-05-1972            | Atlético de Madrid (3)    | 3-0                   | CE Hispano Francès          | Pavelló Poliesportiu de Càceres            | [ 8 ]                 |
| XXIII                    | 1972-73               | 10-06-1973            | Reial Madrid CF (5)       | 3-1                   | Atlético de Madrid          | Conca                                      |                       |
| XXIII                    | 1973-74               |                       | Atlético de Madrid (4)    | 3-1                   | Reial Madrid CF             | Sevilla                                    |                       |
| XXV                      | 1974-75               | 04-05-1975            | Atlético de Madrid (5)    | 3-1                   | Reial Madrid CF             | Vitòria                                    | [ 9 ]                 |
| Copa del Rei de voleibol |                       |                       |                           |                       |                             |                                            |                       |
| I                        | 1975-76               | 06-06-1976            | Reial Madrid CF (6)       | 3-0                   | Atlético de Madrid          | Pavelló d'Esports de Lugo                  | [ 10 ]                |
| II                       | 1976-77               |                       | Reial Madrid CF (7)       | 3-2                   | CV Sant Cugat               | Osca                                       |                       |
| III                      | 1977-78               | 18-06-1978            | Reial Madrid CF (8)       | 3-0                   | CV Sant Cugat               | Poliesportiu García Sanromán, Las Palmas   | [ 11 ]                |
| IV                       | 1978-79               | 27-05-1979            | Reial Madrid CF (9)       | 3-0                   | Industriales Madrid         | Lleida                                     | [ 12 ]                |
| V                        | 1979-80               | N/D                   | Reial Madrid CF (10)      | lligueta              | Turavia Salesianos          | Burgos                                     | [ 13 ]                |
| VI                       | 1980-81               | N/D                   | Reial Madrid CF (11)      | lligueta              | CV Son Amar                 | Palma                                      | [ 14 ]                |
| VII                      | 1981-82               | 06-06-1982            | CV Son Amar (1)           | 3-2                   | Reial Madrid CF             | Pavelló d'Entrepuentes, Badajoz            | [ 15 ]                |
| VIII                     | 1982-83               | 01-05-1983            | Reial Madrid CF (12)      | 3-1                   | CV Son Amar                 | Poliesportiu Huerta del Rey, Valladolid    | [ 16 ]                |
| IX                       | 1983-84               | 10-06-1984            | CV Son Amar (2)           | 3-1                   | Sanitas CV                  | Poliesportiu Ciutat Universitària, Granada | [ 17 ]                |
| X                        | 1984-85               | 17-06-1985            | Sanitas CV (1)            | 3-2                   | CV Salesianos Atocha        | Palau d'Esports d'Oviedo                   | [ 18 ]                |
| XI                       | 1985-86               | 15-06-1986            | Royaltur Son Amar (3)     | 3-1                   | CV Salesianos Atocha        | Dos Hermanas                               | [ 19 ]                |
| XII                      | 1986-87               | 18-01-1987            | Royaltur Son Amar (4)     | 3-0                   | CV Salesianos Atocha        | Pavelló Municipal de Sa Pobla              | [ 20 ]                |
| XIII                     | 1987-88               | 24-01-1988            | CV Palma (5)              | 3-0                   | CV Guaguas                  | Palau d'Esports de Palma                   | [ 21 ]                |
| XIV                      | 1988-89               | 09-04-1989            | CV Guaguas (1)            | 3-1                   | CV Palma                    | Centro Insular de Deportes, Las Palmas     | [ 22 ]                |
| XV                       | 1989-90               | 25-03-1990            | CV Palma (6)              | 3-2                   | Constructora Atlántica      | Palau d'Esports de Palma                   | [ 23 ]                |
| XVI                      | 1990-91               | 28-04-1991            | CV Gran Canaria (2)       | 3-0                   | Construccciones Alcalá      | Centro Insular de Deportes, Las Palmas     | [ 24 ]                |
| XVII                     | 1991-92               | 25-04-1992            | CV Gran Canaria (3)       | 3-0                   | CV Andorra                  | Centro Insular de Deportes, Las Palmas     | [ 25 ]                |
| XVIII                    | 1992-93               |                       | CS Gran Canaria (4)       | 3-2                   | CV Unicaja                  | Múrcia                                     |                       |
| XXIX                     | 1993-94               |                       | CV Grupo Duero (1)        | 3-2                   | CS Gran Canaria             | Sòria                                      |                       |
| XXX                      | 1994-95               |                       | CV Unicaja J&B (1)        | 3-0                   | CS Pepsi Gran Canaria       | El Ejido                                   |                       |
| XXXI                     | 1995-96               |                       | CS Gran Canaria (5)       | 3-2                   | CV Caja Salamanca y Soria   | Centro Insular de Deportes, Las Palmas     |                       |
| XXXII                    | 1996-97               |                       | CS Gran Canaria (6)       | 3-2                   | CV Unicaja                  | Centro Insular de Deportes, Las Palmas     |                       |
| XXXIII                   | 1997-98               |                       | CV Unicaja (2)            | 3-0                   | CV Caja Duero San José      | Roquetas de Mar                            |                       |
| XXXIV                    | 1998-99               |                       | CV Unicaja (3)            | 3-2                   | CV Ivesur Eade              | Calafell                                   |                       |
| XXXV                     | 1999-00               |                       | CV Unicaja (4)            | 3-2                   | Numancia Caja Duero         | El Ejido                                   |                       |
| XXXVI                    | 2000-01               |                       | Numancia Caja Duero (1)   | 3-0                   | PTV Telecom Málaga          | Màlaga                                     |                       |
| XXXVII                   | 2001-02               |                       | CV Unicaja (5)            | 3-2                   | PTV Telecom Málaga          | Centro Insular de Deportes, Las Palmas     |                       |
| XXXVIII                  | 2002-03               |                       | CV Elx (1)                | 3-0                   | PTV Málaga                  | Gijón                                      |                       |
| XXIX                     | 2003-04               |                       | CV Arona (1)              | 3-0                   | Numancia Caja Duero         | Palma                                      |                       |
| XXX                      | 2004-05               |                       | Son Amar Palma (1)        | 3-1                   | Numancia Caja Duero         | Màlaga                                     |                       |
| XXXI                     | 2005-06               |                       | Son Amar Palma (2)        | 3-0                   | Unicaja Almeria             | Almeria                                    |                       |
| XXXII                    | 2006-07               |                       | Unicaja Arukasur (6)      | 3-1                   | Numancia Voleibol           | Palma                                      |                       |
| XXXIII                   | 2007-08               | 02-03-2008            | CMA Soria (2)             | 3-2                   | Unicaja Arukasur            | Terol                                      | [ 26 ]                |
| XXXIV                    | 2008-09               | 01-03-2009            | Unicaja Almería (7)       | 3-0                   | CAI Voleibol Teruel         | Pavelló Moisés Ruiz, Almeria               | [ 27 ]                |
| XXXV                     | 2009-10               | 21-03-2010            | Unicaja Almería (8)       | 3-1                   | MultiCaja Fábregas Sport    | Pavelló Siglo XXI, Saragossa               | [ 28 ]                |
| XXXVI                    | 2010-11               | 26-03-2011            | CAI Voleibol Teruel (1)   | 3-1                   | Unicaja Almería             | Pavelló de Santa Lucía, Vecindario         |                       |
| XXXVII                   | 2011-12               | 29-01-2012            | Caja 3 VB Teruel (2)      | 3-0                   | CMA Soria                   | Pavelló Los Planos, Terol                  |                       |
| XXXVIII                  | 2012-13               | 27-01-2013            | CAI Voleibol Teruel (3)   | 3-0                   | Unicaja Almería             | Pavelló Sa Blanca Dona, Eivissa            |                       |
| XXXIX                    | 2013-14               | 16-02-2014            | Unicaja Almería (9)       | 3-0                   | Ushuaïa Ibiza Voley         | Palau Multiusos de Guadalajara             | [ 29 ]                |
| XL                       | 2014-15               | 08-02-2015            | CAI Voleibol Teruel (4)   | 3-0                   | Unicaja Almería             | Pavelló Los Planos, Terol                  |                       |
| XLI                      | 2015-16               | 27-02-2016            | Unicaja Almería (10)      | 3-1                   | CAI Voleibol Teruel         | Pavelló Multiusos de Càceres               | [ 30 ]                |
| XLII                     | 2016-17               | 26-02-2017            | Can Ventura Palma (1)     | 3-2                   | CV Teruel                   | Pavelló Europa, Leganés                    | [ 31 ]                |
| XLIII                    | 2017-18               | 25-02-2018            | CV Teruel (5)             | 3-0                   | Unicaja Almería             | Pavelló Los Pajaritos, Sòria               | [ 32 ]                |
| XLIV                     | 2018-19               | 10-02-2019            | Unicaja Almería (11)      | 3-2                   | CV Teruel                   | Pavelló Javier Imbroda, Melilla            | [ 33 ]                |
| XLV                      | 2019-20               | 09-02-2020            | CV Teruel (6)             | 3-2                   | Unicaja Costa de Almería    | Pavelló de Son Moix, Palma                 | [ 34 ]                |
| XLVI                     | 2020-21               | 07-02-2021            | CV Guaguas (1)            | 3-0                   | Urbia U Energía Voley Palma | Centro Insular de Deportes, Las Palmas     | [ 35 ]                |
| XLVII                    | 2021-22               | 27-02-2022            | Melilla Sport Capital (1) | 3-1                   | Unicaja Costa de Almería    | Centro Insular de Deportes, Las Palmas     | [ 36 ]                |
| XLVIII                   | 2022-23               | 26-02-2023            | Rio Duero Soria (1)       | 3-1                   | Pamesa Teruel               | Pavelló Los Pajaritos, Sòria               | [ 37 ]                |

## Palmarès
| Equip                             | Campió | Subcampió | Finals | Anys campió                                                            | Anys subcampió                                             |
| --------------------------------- | ------ | --------- | ------ | ---------------------------------------------------------------------- | ---------------------------------------------------------- |
| Reial Madrid                      | 12     | 10        | 22     | 1954, 1956, 1960, 1969, 1973, 1976, 1977, 1978, 1979, 1980, 1981, 1983 | 1955, 1957, 1958, 1961, 1962, 1963, 1971, 1974, 1975, 1982 |
| Club Voleibol Almería             | 11     | 10        | 21     | 1995, 1998, 1999, 2000, 2002, 2007, 2009, 2010, 2014, 2016, 2019       | 1993, 1997, 2006, 2008, 2011, 2013, 2015, 2018, 2020, 2022 |
| Club Voleibol Calvo Sotelo        | 6      | 4         | 10     | 1989, 1991, 1992, 1993, 1996, 1997                                     | 1988, 1990, 1994, 1995                                     |
| Club Voleibol Teruel              | 6      | 4         | 10     | 2011, 2012, 2013, 2015, 2018, 2020                                     | 2009, 2016, 2017, 2019                                     |
| Club Voleibol Son Amar            | 6      | 3         | 9      | 1982, 1984, 1986, 1987, 1988, 1990                                     | 1981, 1983, 1989                                           |
| Atlètic de Madrid                 | 5      | 3         | 8      | 1970, 1971, 1972, 1974, 1975                                           | 1967, 1973, 1976                                           |
| Club Esportiu Hispano Francès     | 5      | 4         | 9      | 1953, 1964, 1966, 1967, 1968                                           | 1959, 1968, 1970, 1972                                     |
| ACE Bombers                       | 4      | 3         | 7      | 1951, 1955, 1957, 1958                                                 | 1985, 1954, 1956                                           |
| Club Deportivo Numancia           | 2      | 4         | 6      | 2001, 2008                                                             | 2004, 2005, 2007, 2012                                     |
| Picadero Jockey Club              | 2      | 2         | 4      | 1963, 1965                                                             | 1964, 1966                                                 |
| Club Voleibol Portol              | 2      | 0         | 2      | 2005, 2006                                                             | —                                                          |
| Club Deportivo San José           | 1      | 2         | 3      | 1994                                                                   | 1996, 1998                                                 |
| Club Piratas                      | 1      | 1         | 2      | 1952                                                                   | 1953                                                       |
| Club Deportivo Hernán             | 1      | 1         | 2      | 1959                                                                   | 1960                                                       |
| Club Voleibol Palma               | 1      | 1         | 2      | 2017                                                                   | 2021                                                       |
| Club Voleibol Madrid              | 1      | 0         | 1      | 1985                                                                   | —                                                          |
| Club Voleibol Elx                 | 1      | 0         | 1      | 2003                                                                   | —                                                          |
| Club Voleibol Tenerife Sur        | 1      | 0         | 1      | 2004                                                                   | —                                                          |
| Club Voleibol Guaguas             | 1      | 0         | 1      | 2021                                                                   | —                                                          |
| Club Voleibol Melilla             | 1      | 0         | 1      | 2022                                                                   | —                                                          |
| Club Voleibol Salesianos          | 0      | 4         | 4      | —                                                                      | 1980, 1985, 1986, 1987                                     |
| Club Voleibol Deportivo Malagueno | 0      | 4         | 4      | —                                                                      | 1999, 2001, 2002, 2003                                     |
| Club Voleibol Sant Cugat          | 0      | 2         | 2      | —                                                                      | 1977, 1978                                                 |